# Henk Wenteler
Henderikus (Henk) Wenteler (Amsterdam, 27 maart 1940 – Melick, 28 augustus 2018) was een Nederlands voetballer.

## Biografie
Wenteler werd geboren op 27 maart 1940 in Amsterdam. Zijn vader was Henderikus Wenteler, afkomstig uit Weesp, en zijn moeder Geertruida Dalhuisen was geboren in het dorp Vreeland. Naast hem bestond het gezin uit de jongste zoon Mettus. Van 1946 tot 1952 studeerde Wenteler aan de 8e Montessori Primary School in Amsterdam, en van 1952 tot 1956 aan de 1st Montessori School.
In juli 1960, op 20-jarige leeftijd, verhuisde hij naar Go Ahead. Op dat moment was hij in militaire dienst in het militaire kamp 't Harde. Daarvoor behoorde de doelman tot Ajax. In april 1961 was de wedstrijd van Eerste divisie: Wenteler miste 10 doelpunten van Heerenveen. In 1963 ging zijn team naar de Eredivisie. In het seizoen 1963/64 nam hij deel aan twee competitiewedstrijden: op 1 september 1963 kwam hij als invaller in de wedstrijd tegen PSV, ter vervanging van Teun van Pelt, en op 16 februari 1964 speelde hij de volledige wedstrijd tegen Enschede. In de zomer van 1964 werd hij op de transferlijst geplaatst. In het seizoen 1964/65 speelde Wenteler voor Zwolsche Boys. In de zomer van 1965 stond hij opnieuw op de transferlijst.
Hij was getrouwd met Cornelia (Corrie) van Olffen en heeft twee zonen.
Wenteler overleed op 28 augustus 2018 in het kerkdorp Melick op 78-jarige leeftijd. De crematieplechtigheid vond plaats op 3 september in Roermond.